# Tatjana Firova
Tatjana Pavlovna Firova (rusko Татьяна Павловна Фирова), ruska atletinja, * 10. oktober 1982, Sarov, Sovjetska zveza.
Nastopila je na olimpijskih igrah v letih 2004, 2008 in 2012, v vseh treh nastopih je osvojila srebrno medaljo v štafeti 4×400 m, toda medalji iz let 2008 in 2012 so ji zaradi dopinga odvzeli. Na svetovnih prvenstvih je v isti disciplini osvojila zlato medaljo leta 2005 in bronasto leta 2009, zlato medaljo iz leta 2013 so ji prav tako odvzeli zaradi dopinga, na svetovnih dvoranskih prvenstvih srebrni medalji v teku na 400 m in štafeti 4x400 m leta 2010, na evropskih prvenstvih pa naslova prvakinje v teku 400 m in štafeti 4x400 m leta 2010.